# 所罗门·班达拉奈克
所罗门·韦斯特·里奇韦·迪亚斯·班达拉奈克（英語：Solomon West Ridgeway Dias Bandaranaike；1899年1月8日—1959年9月26日）錫蘭政治家，牛津大學畢業，1925年取得律師資格，回國後投身政界，1931年選入新成立的國會，1956年出任锡兰总理。
1951年，所罗门·班达拉奈克创建了当今斯里兰卡政坛两大政党之一的斯里兰卡自由党，并在5年后上台执政。1959年9月25日，班达拉奈克总理在总理官邸被两名僧侣暗杀，次日身亡。其夫人西丽玛沃·班达拉奈克夫人在自由党内外的广泛呼吁和支持下，继承丈夫的的事业，于1960年5月出任自由党主席，并在1960年7月20日的斯里兰卡大选中击败执政的斯里兰卡统一国民党，出任斯里兰卡总理。